# Liste der Monuments historiques in Clichy-sous-Bois
Die Liste der Monuments historiques in Clichy-sous-Bois führt die Monuments historiques in der französischen Gemeinde Clichy-sous-Bois auf.

## Liste der Bauwerke
| Bezeichnung | Beschreibung | Standort                         | Kennzeichnung | Schutzstatus | Datum | Bild           |
| ----------- | ------------ | -------------------------------- | ------------- | ------------ | ----- | -------------- |
| Rathaus     |              | Place du 11-Novembre-1918 (Lage) | PA00079931    | Classé       | 1932  | weitere Bilder |

## Liste der Objekte
- Monuments historiques (Objekte) in Clichy-sous-Bois in der Base Palissy des französischen Kultusministeriums